# Ріяд (аеропорт)
Аеропорт Ріяд, також Міжнародний аеропорт імені Короля Халіда (араб. مطار الملك خالد الدولي Maṭār al-Malik Khālid al-Duwaliyy, IATA: RUH, ICAO: OERK) — міжнародний аеропорт розташований за 35 км на північ від Ер-Ріяду, Саудівська Аравія,, розроблений архітектурною фірмою HOK, під контролем, від імені саудівського уряду, Arabian Bechtel Company Limited.
Аеропорт має п'ять пасажирських терміналів (лише три з них використовуються), з вісьмома телетрапами, мечеть, криту та відкриту автостоянки для 11 600 транспортних засобів, додатковий Королівський термінал (для гостей королівства, керівників урядів та інших членів Саудівської королівської родини), центральну вежу управління (одна з найвищих у світі) та дві паралельні злітно-посадкові смуги, довжина яких — 4 260 метрів, другий за площею після аеропорту Даммам. Королівська мечеть із вітражем британського художника-архітектора Брайана Кларка, вважається найбільшим та технічно найсучаснішим проектом вітражів сучасного періоду.

## Історія
Аеропорт Ріяд відкрито наприкінці 1983 року. До того часу авіабаза Ріяд обслуговувала комерційні рейси в Ер-Ріяд та з нього.
Аеропорт був альтернативним місцем приземлення Спейс Шаттл NASA.

## Термінали
В аеропорту є п'ять основних пасажирських терміналів, чотири з них були побудовані, коли аеропорт почав функціонувати в 1982 році, а термінал 5 було відкрито в 2016 році.
- Термінал 1 використовується для всіх міжнародних рейсів (за винятком тих, що виконуються авіакомпаніями Saudia та Middle East Airlines, які є членами SkyTeam та Flynas).
- Термінал 2 використовується для всіх міжнародних рейсів для членів SkyTeam, включаючи Saudia та Flynas.
- Термінал 3 зачинено, на 2020, для ремонту. Він використовувався для обслуговування всіх внутрішніх рейсів Saudia and Flynas, поки термінал 5 не було відкрито для експлуатації.
- Термінал 4 не використовується, він ніколи не використовувався з моменту будівництва, і залишається без телетрапів. На 2020 рік він знаходиться в стадії реконструкції.[7]
- Термінал 5 — найновіший термінал, відкритий у 2016 році, який зараз використовуються Saudia та Flynas для внутрішніх рейсів.

## Авіалінії та напрямки, липень 2020

### Пасажирські
| Авіакомпанія                    | Пункт призначення |
| ------------------------------- | --- |
| Aegean Airlines                 | Сезонний: Афіни |
| Air Arabia                      | Шарджа |
| Air Arabia Egypt                | Александрія–Борг-ель-Араб, Асьют |
| Airblue                         | Ісламабад, Пешавар |
| Air Cairo                       | Александрія–Борг-ель-Араб, Асьют, Сохаг |
| Air India                       | Ахмедабад, Делі, Кожикоде (тимчасово призупинено), Мумбай, Тируванантапурам |
| Air India Express               | Каннур, Кожикоде |
| AnadoluJet                      | Стамбул–Сабіха Гекчен |
| Biman Bangladesh Airlines       | Дакка |
| British Airways                 | Лондон-Хітроу |
| Buta Airways                    | Баку |
| EgyptAir                        | Дакка (аеропорт), Каїр |
| Emirates                        | Дубай |
| Ethiopian Airlines              | Аддис-Абеба |
| Etihad Airways                  | Абу-Дабі |
| Flyadeal                        | Абха, Джидда, Джизан, Медина, Табук |
| FlyBosnia                       | Сараєво |
| flydubai                        | Дубай |
| flynas                          | Абха, Абу-Дабі, Ель-Баха, Ель-Джауф, Амман, Багдад, Баку, Бейрут, Біша, Каїр, Даммам, Делі, Дубай, Кассим, Гураят, Хаїль, Хатай, Гайдарабад, Ісламабад, Стамбул-Сабіха Гекчен, Джидда, Джизан, Хартум, Кожикоде, Кувейт, Лахор, Лакхнау, Медина, Шарм-ель-Шейх, Табук, Таїф, Тбілісі, Трабзон Сезонний: Афіни, Хургада, Салала, Сараєво, Тирана (з 2 вересня 2020), Відень |
| Gulf Air                        | Бахрейн |
| IndiGo                          | Делі, Кожикоде, Мумбай |
| Jazeera Airways                 | Кувейт |
| Kuwait Airways                  | Кувейт |
| Lufthansa                       | Бахрейн, Франкфурт |
| Middle East Airlines            | Бейрут |
| Nesma Airlines                  | Хаїль, Джидда Сезонний: Сараєво Хадж: Банда-Ачех |
| Oman Air                        | Маскат |
| Pakistan International Airlines | Ісламабад, Лахор, Мултан, Пешавар, Сіялкот |
| Pegasus Airlines                | Стамбул–Сабіха Гекчен Сезонний: Трабзон |
| Philippine Airlines             | Маніла |
| Royal Air Maroc                 | Касабланка |
| Royal Jordanian                 | Амман |
| SalamAir                        | Маскат |
| Saudia                          | Абха, Абу-Дабі, Аддис-Абеба, Ель-Баха, Александрія–Борг-ель-Араб, Ель-Джауф, Ель-Ула, Ель-Ваджх, Амман, Арар, Бахрейн, Бенгалуру, Бейрут, Біша, Каїр, Касабланка, Ченнаї, Коломбо–Бандаранаїке, Даммам, Давадімі, Делі, Дакка, Дубай, Франкфурт, Касим, Женева, Гуанчжоу-Байюнь, Гураят, Хаїль, Гайдарабад, Ісламабад, Стамбул, Джакарта, Джидда, Джизан, Карачі, Хартум, Кочі, Кожикоде, Куала-Лумпур, Кувейт, Лахор, Лондон-Хітроу, Лакхнау, Мадрид, Мале, Маніла, Маврикій, Медина, Мілан–Мальпенса, Мумбай, Мюнхен, Неом, New York–JFK, Париж–Шарль де Голль, Пешавар, Кайсума, Рафха, Рим–Ф'юмічіно, Шарм-ель-Шейх, Шарура, Табук, Таїф, Тураїф, Ваді аль-Давасір, Вашингтон–Даллес, Янбу Сезонний: Афіни, Ізмір, Малага, Манчестер, Сурабая, Відень |
| SaudiGulf Airlines              | Абха, Амман, Каїр, Даммам, Дубай, Джидда |
| SpiceJet                        | Мумбай Чартер: Кожикоде |
| SriLankan Airlines              | Коломбо–Бандаранаїке |
| Sudan Airways                   | Хартум |
| Tarco Airlines                  | Хартум |
| Turkish Airlines                | Стамбул Сезонний: Анталія, Трабзон |

### Вантажні
| Авіакомпанія                  | Пункт призначення |
| ----------------------------- | --- |
| Cargolux                      | Ханой, Люксембург |
| DHL International Aviation ME | Бахрейн |
| Ethiopian Cargo               | Аддис-Абеба, Кувейт |
| Lufthansa Cargo               | Франкфурт, Шарджа |
| Saudia Cargo                  | Аддис-Абеба, Амстердам, Брюссель, Даммам, Франкфурт, Гуанчжоу-Байюнь, Гонконг, Х'юстон-Інтерконтиненталь, Джидда, Лагос, Мілан-Мальпенса, Мумбай, New York–JFK, Шанхай-Пудун, Шарджа |
| Turkish Airlines Cargo        | Стамбул-Ататюрк, Мумбай |